# Paula (film 1916)
Paula (The Heart of Paula) è un film muto del 1916 diretto da Julia Crawford Ivers (non confermata) e William Desmond Taylor (con il nome William Taylor).
Lenore Ulric, qui al suo quinto film, interpreta una ragazza spagnola che, in Messico, si innamora di un ingegnere statunitense.
Per il film, vennero preparati due finali: uno felice e uno tragico . I critici furono invitati a votare per scegliere quale finale avrebbero preferito, ma la votazione si concluse con un pareggio.

## Produzione
Il film fu prodotto dalla Pallas Pictures. Venne girato in Messico, a Tijuana (Baja California Norte).

## Distribuzione
Distribuito dalla Paramount Pictures e dalla Famous Players-Lasky Corporation, il film uscì nelle sale cinematografiche statunitensi il 2 aprile 1916, in quelle italiane nel 1917.
Copia della pellicola viene conservata negli archivi della Library of Congress.